# Albijn Van den Abeele
Albijn Van den Abeele, ook wel Albijn Van Den Abeele, soms ook Albijn van den Abeele, (Sint-Martens-Latem, 27 augustus 1835 – aldaar, 16 november 1918) was een Vlaamse schrijver en kunstschilder uit de Latemse school.

## Levensloop
Van den Abeele was aanvankelijk schrijver van dorpsromans. Hij begon pas op veertigjarige leeftijd te schilderen. In zijn eerste werken domineren de zwart-bruintonaliteiten. Vanaf 1890 begon hij met zijn serie bosgezichten, waarin nieuwe en verfijnde kleurschakeringen naar voren treden.
Hij schilderde met veel nauwgezetheid vooral natuurgezichten en landschappen. Valerius De Saedeleer onderging de invloed van zijn werk.

## Politiek
Van den Abeele werd gemeenteraadslid in 1863 en schepen in 1867, alsook burgemeester van 1869 tot 1876 van Sint-Martens-Latem. Nadien werd hij gemeentesecretaris van zowel Latem als van Afsnee.

## Publicaties
- Geschiedenis van Sint-Martens-Lathem, 1865.
- Karel en Theresia, 1866.
- Het Hof ter Beken, 1873.

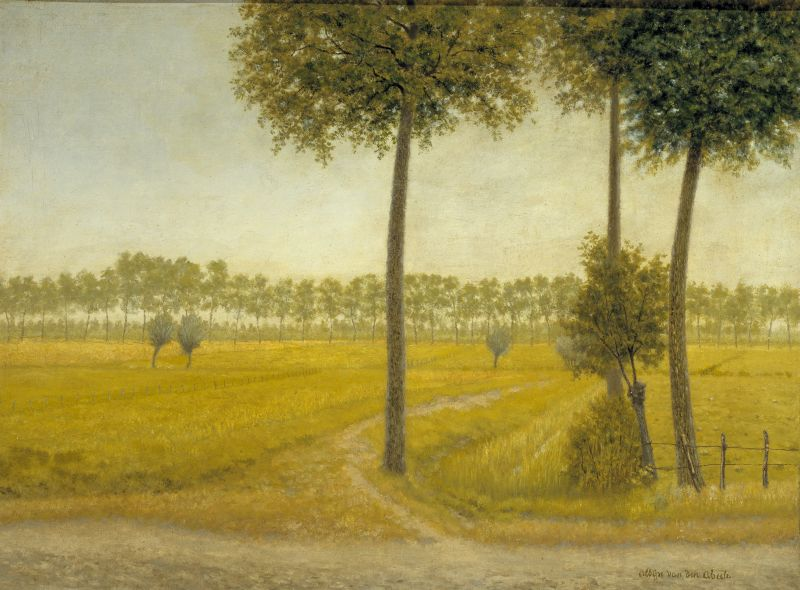
Weide in de lente - Veldweg, 1890
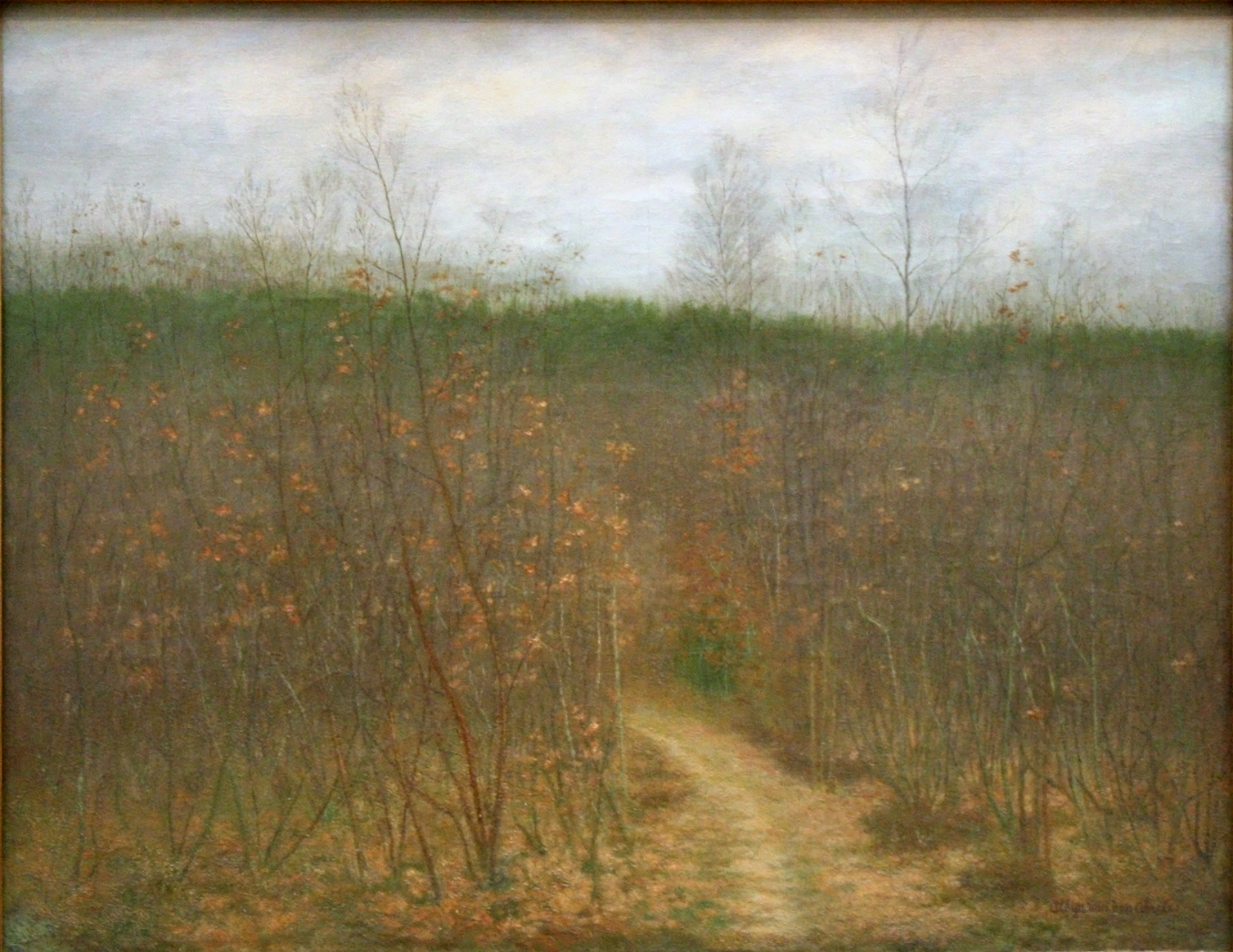
Kreupelbos in Sint-Martens-Latem, 1898
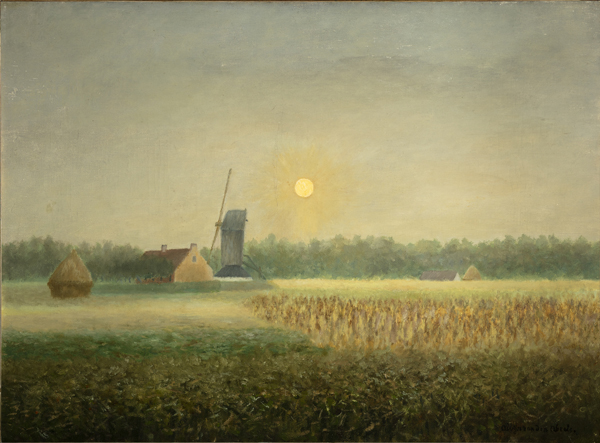

## Eerbetoon
Zowel in Ertvelde als in Sint-Martens-Leerne werden een straat naar hem vernoemd.